# Charles Delahey
Frederick Charles "Charlie" Delahey, född 19 mars 1905 i Pembroke i Ontario, död 17 mars 1973 i Muskoka i Ontario, var en kanadensisk ishockeyspelare. Delahey blev olympisk guldmedaljör i ishockey vid vinterspelen 1928 i Sankt Moritz.